# Stora Långsjön
Stora Långsjön är en sjö i Motala kommun i Östergötland och ingår i Motala ströms huvudavrinningsområde. Sjön har en area på 0,0794 kvadratkilometer och ligger 112,3 meter över havet.

## Delavrinningsområde
Stora Långsjön ingår i det delavrinningsområde (649579-146320) som SMHI kallar för Rinner till Utloppet av Boren. Medelhöjden är 106 meter över havet och ytan är 41,47 kvadratkilometer. Det finns inga avrinningsområden uppströms utan avrinningsområdet är högsta punkten. Avrinningsområdets utflöde Motala Ström mynnar i havet. Avrinningsområdet består mestadels av skog (25 procent) och jordbruk (44 procent). Avrinningsområdet har 28,03 kvadratkilometer vattenytor vilket ger det en sjöprocent på 18,2 procent. Bebyggelsen i området täcker en yta av 2,16 kvadratkilometer eller 1 procent av avrinningsområdet.